# Amphorina farrani
Amphorina farrani is een slakkensoort uit de familie van de knuppelslakken (Eubranchidae). De wetenschappelijke naam van de soort werd in 1844 voor het eerst geldig gepubliceerd door Alder & Hancock. In 2020 zijn verschillende soorten Eubranchus overgebracht naar het geslacht Amphorina.

## Beschrijving
Amphorina farrani is variabel in kleur met vier verschillende verschijningsvormen (polymorfisme). De normale verschijningsvorm die men tegenkomt is doorschijnend wit met verspreide geel/oranje vlekken op het dorsum en op de toppen van de cerata, rinoforen en orale tentakels. De doorschijnende witte schil kan vervangen worden door een paars-zwarte of geeloranje/gouden tint. Een geheel witte vorm met het oranje pigment vervangen door wit is gebruikelijk. Van alle genoemde vormen is waargenomen dat ze met elkaar paren, en hun interne anatomie is blijkbaar identiek. De resultaten van recente genetische analyse van de vier verschijningsvormen ondersteunen de mening dat ze allemaal één soort zijn. Volwassen exemplaren van Eubranchus farrani worden 20 mm lang.

## Verspreiding
Deze soort is beschreven vanuit Malahide, Ierland. Het is ook gemeld van de Atlantische kust van Noorwegen en de Oostzee tot aan de Middellandse Zee in het zuiden.